# 日本プロダクション協会
日本プロダクション協会（にほんプロダクションきょうかい、JAPAN PRODUCTION GUILD＝JPG）は、日本の一般社団法人。アダルトビデオ（AV）女優を扱う芸能事務所による芸能プロダクションの協会。

## 概略
2016年6月の「マークスジャパン事件」により、アダルトビデオ撮影に女優を斡旋するAVプロダクションの業務は、グレーではなく労働者派遣法違反とされた。また同年8月ごろから社会問題化し始めたAV出演強要問題もあり、2017年4月にAV事務所業界団体有志により設立された団体。設立時はプロダクション21社が参加。2020年7月時点の正会員は43社。
契約書の整備・コンプライアンスの制定・面接や契約の可視化とルール化などにより、AVプロダクションの健全運営を目指しており、AV人権倫理機構の作成した統一契約書をもとにモデル、タレントと契約を結ぶ。
摘発されたマークスジャパンの犯した違法業務は「AV出演という職安法上の有害危険業務に女優を派遣すること（雇用性・労働者性）」にあると位置付けており、不当な違約金請求や、出演強要等の問題の根幹にあるのも、雇用者AVプロダクションと被雇用者AV女優の関係であるとの考えから、プロダクションとAV女優の関係性は上下の従属関係ではなく、対等なものである＝業務委託体制の徹底を推進している。また強要問題をゼロにする可視化対策として面接、契約などにおいて録画を原則行っている。
2017年4月に一般社団法人日本プロダクション協会設立。2017年8月に一般社団法人日本プロダクション協会 第1回入会説明会開催。
2022年に立法、公布、施行されたAV出演被害防止・救済法については意味はあるものだが、改正の必要があるという立ち位置であり、同年に女優を含む関係者441人を対象に行った調査では、収入が50％以上減ったという回答が37％、7.8％は収入が0になったと回答している。

## 正会員
プロダクション表記は日本プロダクション協会公式サイトに準ずる。
- アイナ
- ACT（アクト）
- アトラクティブ
- アライブ（ネオプロダクションから改名）
- ARROWS
- インフィールド
- エイトマン
- エスフラート
- ML
- エルプロモーション
- オフィスオールドクルー
- オールプロモーション
- オンターゲット（2024年加盟）
- カプセルエージェンシー
- ガール―ルプロ
- GREEN
- クローネ
- サミット
- SEEDSプロモーション
- C-moreエンターテインメント
- ジェットストリーム
- CENZ
- ティーパワーズ
- TPJ
- ディアスグループ
- DUOエンターテイメント
- テスター
- ナックス
- ハーベスターズ - AV女優の在籍がゼロとなったため2023年退会。2024年再加盟。
- HANAYA PROJECT
- バンビプロモーション
- B star
- ファンスタープロモーション
- マインズ
- LIGHT
- Life Promotion
- Listar
- RIL
- LINX
- ルミナスプロモーション（ベルテックから改称）

※五十音順

### かつての正会員
商号変更、統一化を含む。
- グランツプロ - 2023年退会。Listarに統合。
- シエロ - 2023年退会。事実上、LIGHTに統合。
- クルーズグループ - 2024年退会。
- CLD - 2024年退会。
- galaxy-chicks - 2024年退会。
- トッププロ - 2024年退会。